# Gmina Psary
Die Gmina Psary ist eine Landgemeinde im Powiat Będziński der Woiwodschaft Schlesien in Polen. Ihr Sitz ist das gleichnamige Dorf mit etwa 2700 Einwohnern.

## Geographie
Die Gemeinde liegt etwa 15 Kilometer nordöstlich von Katowice und in der Industrieregion Zagłębie Dąbrowskie (deutsch Dombrowaer Kohlebecken). Nachbargemeinden sind Będzin, Bobrowniki, Dąbrowa Górnicza, Mierzęcice und Wojkowice.
Die Landgemeinde hat eine Fläche von 46 km², von der 73 Prozent land- und 13 Prozent forstwirtschaftlich genutzt werden.

## Geschichte
Die Landgemeinde wurde 1973 aus verschiedenen Gromadas neu gebildet. Ihr Gebiet kam 1950 von der ehemaligen Woiwodschaft Schlesien zur Woiwodschaft Katowice, diese wurde 1975 im Zuschnitt stark verkleinert. Zum 1. Januar 1999 kam die Gemeinde zur Woiwodschaft Schlesien und wieder zum 1975 aufgelösten Powiat Będziński.
Der Hauptort der Gemeinde gehörte von 1954 bis 1972 zur Gromada Psary.

## Gliederung
Zur Landgemeinde (gmina wiejska) Bobrowniki gehören 13 Dörfer mit 10 Schulzenämtern (sołectwa):
- Psary
- Brzękowice (Brzękowice Dolne, Brzękowice-Wał und Goląsza Dolna)
- Dąbie (Dąbie Chrobakowe und Dąbie Górne)
- Goląsza (Brzękowice Górne und Goląsza Górna)
- Góra Siewierska
- Gródków
- Malinowice
- Preczów
- Sarnów
- Strzyżowice

Zur Gemeinde gehört der Weiler Gajówka Łagisza.

## Politik

### Gemeindevorsteher
An der Spitze der Stadtverwaltung steht der Gemeindevorsteher. Dies ist seit 2010 Tomasz Sadłoń. Die turnusmäßige Wahl im April 2024 führte zu folgenden Ergebnis:
- Tomasz Sadłoń (Wahlkomitee Tomasz Sadłoń) 77,5 % der Stimmen
- Severyn Mosz (Koalicja Obywatelska) 22,5 % der Stimmen

Damit wurde Amtsinhaber Podlejski bereits im ersten Wahlgang wiedergewählt.
Die turnusmäßige Wahl im Oktober 2018 führte zu folgenden Ergebnis:
- Tomasz Sadłoń (Wahlkomitee Tomasz Sadłoń) 81,3 % der Stimmen
- Jarosław Burda (Wahlkomitee Jarosław Burda) 18,7 % der Stimmen

Damit wurde Amtsinhaber Podlejski bereits im ersten Wahlgang wiedergewählt.

### Gemeinderat
Der Gemeinderat umfasst 15 Mitglieder, die in Einpersonenwahlkreisen direkt gewählt werden. Die Wahl im April 2024 führte zu folgendem Ergebnis:
- Wahlkomitee Tomasz Sadłoń 58,4 % der Stimmen, 13 Sitze
- Koalicja Obywatelska (KO) 28,4 % der Stimmen, 1 Sitz
- Wahlkomitee „Gute Marke“ 6,6 % der Stimmen, 1 Sitz
- Wahlkomitee „Jetzt – Wir – Psary“ 5,2 % der Stimmen, kein Sitz
- Übrige 1,5 % der Stimmen, kein Sitz

Die Wahl im Oktober 2018 führte zu folgendem Ergebnis:
- Wahlkomitee Tomasz Sadłoń 64,0 % der Stimmen, 14 Sitze
- Wahlkomitee Jarosław Burda 26,0 % der Stimmen, kein Sitz
- Wahlkomitee Adam Sadowski 5,1 % der Stimmen, 1 Sitz
- Wahlkomitee „Vereinigung Psary 2018“ 4,1 % der Stimmen, kein Sitz

## Bildung
Die Gemeinde unterhält vier Grundschulen (szkoła podstawowa) und eine Mittelschule (gimnazjum). Daneben bestehen zwei Kindergärten (przedszkole) und eine Bibliothek der Gemeinde.

## Verkehr
Die Landesstraße DK86 führt durch den Osten der Gemeinde, die Woiwodschaftsstraße DW913 durch den Südwesten.
Der internationale Flughafen Katowice liegt etwa acht Kilometer nördlich.